# Aartsbisdom Puerto Montt
Het aartsbisdom Puerto Montt (Latijn: Archidioecesis Portus Montt) is een rooms-katholiek aartsbisdom met als zetel Puerto Montt, de hoofdstad van de Chileense regio Los Lagos. De aartsbisschop van Puerto Montt is metropoliet van de kerkprovincie Puerto Montt, waartoe ook de volgende suffragane bisdommen behoren:
- Osorno
- Punta Arenas
- San Carlos de Ancud

## Geschiedenis
Het aartsbisdom werd opgericht op 1 april 1939, als bisdom Puerto Montt, uit delen van het bisdom San Carlos de Ancud. Op 10 mei 1963 werd het verheven tot metropolitaan aartsbisdom.

## Parochies
Het aartsbisdom had in 2021 een oppervlakte van 17.664 km2 en telde 428.700 inwoners waarvan 71,6% rooms-katholiek was.

## Ordinarii

### Bisschoppen
- Ramón Munita Eyzaguirre (29 april 1939 - 23 november 1957)

### Aartsbisschoppen
- Alberto Rencoret Donoso (21 maart 1958 - 18 mei 1970)
  - Jorge Maria Hourton Poisson (hulpbisschop: 5 februari 1969 - 18 februari 1974)
- Eladio Vicuña Aránguiz (16 juli 1974 - 13 mei 1987)
- Savino Bernardo Maria Cazzaro Bertollo (8 februari 1988 - 27 februari 2001)
- Cristián Caro Cordero (27 februari 2001 - 11 juni 2018)
  - Ricardo Basilio Morales Galindo (apostolisch administrator: 11 juni 2018 - 29 februari 2020)
- Luis Fernando Ramos Pérez (27 december 2019 - heden)

Puerto Montt (aartsbisdom) · Osorno · Punta Arenas · San Carlos de Ancud